# Giras & Falidas
Giras & Falidas é uma série de comédia, composta por 20 episódios. Produzida pela Casa da Criação para a TVI, Giras & Falidas é uma spin-off da novela Doce Tentação, que terminou em 2013. A série estreou no dia 7 de abril de 2014.

## Sinopse
Maria Manuela, Ana Luísa e Diana de Telles Brito decidem alugar quartos na sua casa para fazerem face à ruína financeira em que se encontram. Cada novo hóspede traz novos desafios às falidas, que imaginam sempre que o próximo convidado a ficar lá em casa será a sua salvação da ruína.
Quando a altiva D. Manuela de Telles Britto doou a Mansão Britto a São em troca dos salários em atraso, nunca pensou que a empregada tivesse coragem de transformar os seus majestosos aposentos numa verdadeira pensão. Regressada da lua-de-mel, a Rainha das Falidas quase tem um fanico quando descobre o seu “palácio” de portas abertas e a anunciar águas correntes, quentes e frias! Pior!
Quando percebe que Ana Luísa está do lado da empregada. Manuela decide então resgatar Diana de uma vida incerta e, com a ajuda desta, boicotar os planos de São, instalando-se novamente lá em casa e afugentando os hóspedes. No entanto, quando os hóspedes – e o dinheiro! – começam a entrar, Manuela percebe que pode aproveitar-se de outra maneira… E torna-se sócia de São, contra a vontade desta!
A “Pensão das Falidas “ será palco de várias peripécias dignas das personagens que lhe dão nome, sendo também plataforma para a entrada de várias individualidades bem conhecidas do público: “Manuel Carrapiço”, Cristina Ferreira, Manuel Luís Goucha, “PepitoMartín”, Teresa Guilherme, entre tantos outros, poderão ser os insuspeitos pivôs de entendimentos, desentendimentos e, acima de tudo, de muitas lágrimas… de tanto rir!

## Elenco
- Carla Andrino - Maria Manuela Telles de Britto
- Jessica Athayde - Diana  Telles de Britto
- Sofia Nicholson - Maria da Conceição (São) Domingos
- Laura Galvão - Ana Luísab Telles de Britto

Actores Convidados:
- João Didelet - Evaristo Nobre

Participação Especial:
- Paula Lobo Antunes - Sol
- Paulo Pires - Homem hippie
- Carlos Areia - Vinagre
- Rui Luís Brás - Inspetor
- João Cabral
- Adriano Carvalho
- Cristina Ferreira - Ela mesma
- Cátia Godinho
- André Gonçalves
- Manuel Luís Goucha - Ele mesmo
- Teresa Guilherme - Ela mesma
- Alexandra Lencastre
- Raquel Loureiro
- Sabri Lucas
- António Machado - Paulo Futre
- Mafalda Matos
- António Melo - Pinto da Costa
- Estrela Novais
- José Carlos Pereira - Pépito Martín (Anjo Meu)
- Pedro Pernas - Médico
- Luís Teodoro - Padre
- Rosa Villa
- Fernanda Serrano
- Rita Ribeiro - Filipa da Silva Lucas Batanete (Os Batanetes)
- Vítor de Sousa - José Peixoto Batanete (Os Batanetes)
- Isaac Alfaiate - Manuel Carrapiço (Deixa que Te Leve)
- Marina Albuquerque - Mara Gisela

## Audiência
Na sua estreia, dia 7 de abril, Giras & Falidas registou em seu primeiro episódio 5,3% de rating e 19,0% de share. Bateu recorde, dia 11 de abril ao registar 5,6% de rating e 20,4% de share. Bateu mais um recorde, dia 17 de abril ao registar 6,1% de rating e 21,6% de share. Terminou dia 2 de maio, e registou 3,9% de rating e 15,8% de share.

## Reposições
A série começou a ser reposta nas madrugadas da TVI a 22 de novembro de 2022, de terça a sábado, a seguir à reposição da telenovela Louco Amor. Nesta reposição, Giras & Falidas contou com legendagem no teletexto, o que não aconteceu na emissão original na TVI. Nesta reposição, foi substituída por uma emissão mais alargada da referida novela, no mês seguinte.
No primeiro trimestre de 2023, a série começou a ser retransmitida na TVI Ficção, aos fins de semana.
Em setembro de 2022, todos os episódios da sitcom foram disponibilizados no TVI Player.